# Osiris Eldridge
Osiris Eldridge (Chicago, 18 giugno 1988) è un cestista statunitense.